# Le Sorcier arabe
Pour plus de détails, voir Fiche technique et Distribution.
Le Sorcier arabe est un film muet français réalisé par Segundo de Chomón et sorti en 1906.

## Fiche technique
- Titre : Le Sorcier arabe
- Réalisation : Segundo de Chomón
- Scénario : Segundo de Chomón
- Société de production : Pathé Frères
- Langue originale : Muet
- Format : Coloration au pochoir
- Durée : 2 minutes 30 secondes